# 中山幹夫
中山 幹夫（なかやま みきお、1947年 - ）は、日本の経済学者。専門はゲーム理論。流通経済大学経済学部教授、慶應義塾大学名誉教授、理学博士。

## 来歴
富山県出身。1970年東京工業大学工学部社会工学科卒業後、1972年同大学院理工学研究科修士課程修了。修士論文は「微分ゲームによる計画の最適仮定」（1971年）。1973年同大学助手、1975年-1978年富山大学経済学部講師、助教授、教授を歴任。1983年、東京工業大学より博士（理学）取得。1987年-1988年ノースウェスタン大学ケロッグ経営大学院訪問研究員として渡米。帰国後1989年から法政大学経済学部教授。1997年慶應義塾大学経済学部教授。2013年流通経済大学経済学部教授。
「日本のゲーム理論の父」と評される、鈴木光男の門下である。

## 業績
- 『Nucleolus』を『仁』と翻訳する[2]。

## 著書

### 単著
- 『はじめてのゲーム理論』（有斐閣,1997年）
- 『社会的ゲームの理論入門』（勁草書房,2005年）

### 共著
- （船木由喜彦、武藤滋夫）『ゲーム理論で解く』（有斐閣,1997年）